# Daphne Caruana Galizia
Daphne Anne Caruana Galizia (nhũ danh Vella; ngày 26 tháng 8 năm 1964 – ngày 16 tháng 10 năm 2017) là một nhà báo và blogger người Malta. Bà được biết đến với vai trò nhà báo điều tra và tiết lộ những thông tin nhạy cảm gây tranh cãi, bao gồm các tường thuật và cáo buộc liên quan đến Tài liệu Panama. Bà qua đời trong một cuộc đặt bom xe vào tháng 10 năm 2017

## Tiểu sử
Caruana Galizia sinh ra là Daphne Anne Vella vào ngày 26 tháng 8 năm 1964 tại Sliema, con của Michael Alfred Vella và Rose Marie Vella nhũ danh Mamo. Cô theo học tại tu viện St. Dorothy ở Mdina và trường Cao đẳng St. Aloysius ở Birkirkara, trước khi vào Đại học Malta và tốt nghiệp cử nhân về khảo cổ năm 1997.
Cô kết hôn với Peter Caruana Galizia năm 1985 và họ cùng nhau có ba người con trai: Matthew Mark John, Andrew Michael Louis và Paul Anthony Edward  Matthew là một thành viên của Liên đoàn nhà báo điều tra quốc tế. Họ cùng chung sống ở Bidnija, một ngôi làng nằm trong địa phận của Mosta.

## Sự nghiệp
Caruana Galizia bắt đầu làm phóng viên năm 1987. Vào đầu những năm 1990, cô là một nhà bình luận thường kỳ với The Sunday Times of Malta và là biên tập viên của The Malta Independent. Sau đó cô trở thành biên tập viên của Taste & Flair magazine, nhưng vẫn là một nhà bình luận cho The Malta Independent và The Sunday Times of Malta vào chủ nhật . Ngoài ra bà còn có một blog mang tên Running Commentary, bao gồm các tường thuật điều tra và bình luận về một số người, một số trong đó được gán cho là các cuộc tấn công cá nhân. Blog này là một trong những trang web phổ biến nhất ở Malta.
Blog của Caruana Galizia gây nhiều tranh cãi đến nỗi nó dẫn đến một số cuộc chiến pháp lý. Trong năm 2010, bà chỉ trích Magistrate Consuelo Scerri Herrera trong blog của mình, người mà sau đó thưa bà ra tòa về tội phỉ báng. Vụ kiện đã bị hủy bỏ vào tháng 11 năm 2011.
Ngày 8 tháng 3 năm 2013, bà bị bắt vì không giữ im lặng chính trị vào ngày trước cuộc tổng tuyển cử năm 2013, sau khi cho đăng những đoạn phim nhạo báng lãnh đạo phe đối lập hồi đó là Joseph Muscat. Bà bị cảnh sát thẩm vấn nhưng được trả tự do sau một vài giờ.

### Phản ứng

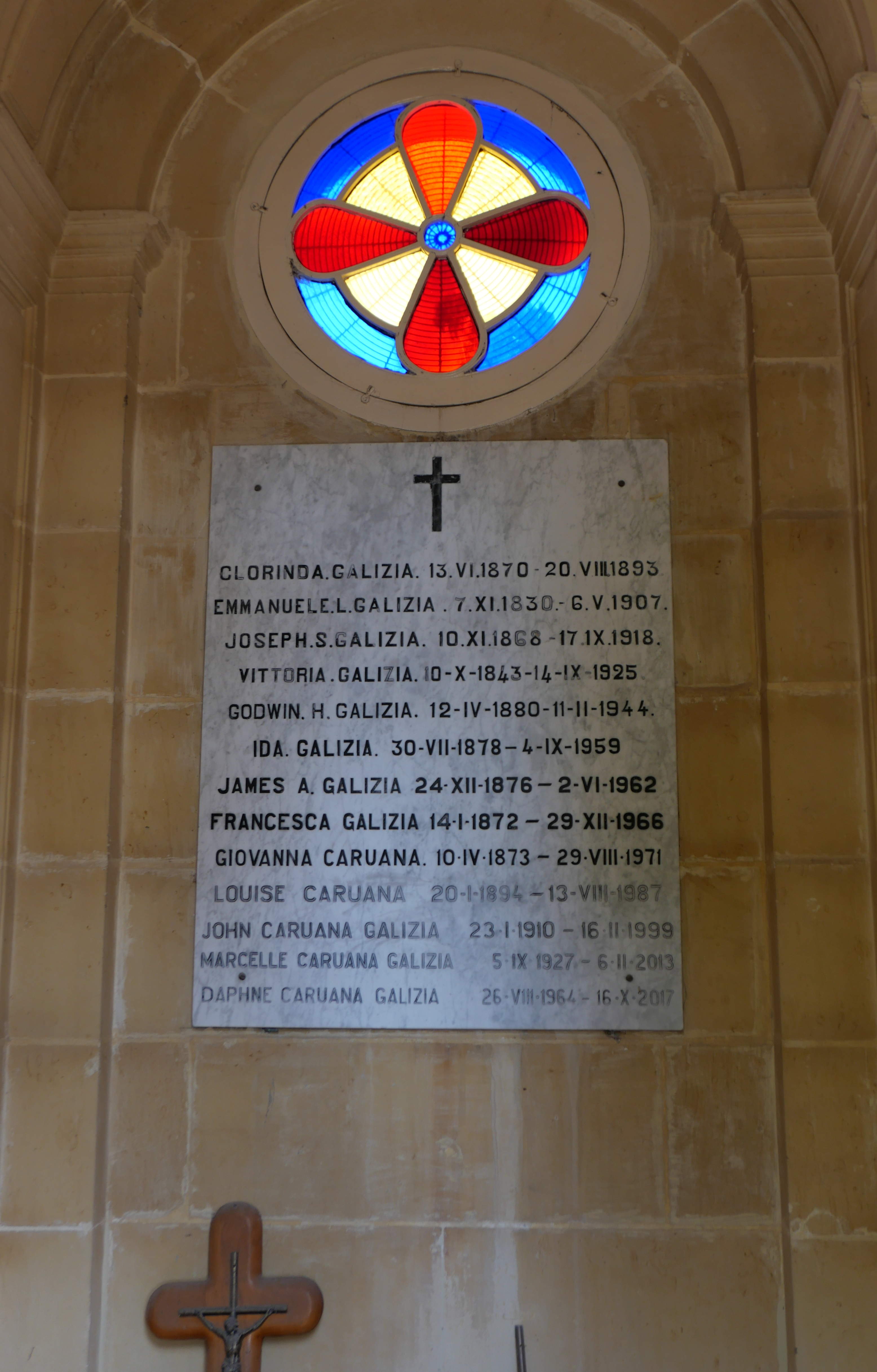
Bia mộ của Caruana Galizia trong mộ gia đình tại Nghĩa trang Santa Maria Addolorata ở Paola, khu chôn cất lớn nhất Malta.